# IC 3332
IC 3332 — галактика типу E+E? () у сузір'ї Волосся Вероніки.
Цей об'єкт міститься в оригінальній редакції індексного каталогу.